# María Sidonia Riederer de Parr
María Sidonia Riederer de Parr, död 1624, var en spansk hovfunktionär. 
Hon var hovdam till Spaniens drottning Margareta av Österrike (1584–1611) och känd som dennas personliga vän och inflytelserika gunstling och förtrogna. 